# Joni Paliama
Joni Paliama (Almere, 24 april 2004) is een voetbalspeelster uit Nederland. Ze speelt als middenvelder voor FC Utrecht. 

## Carrière
In haar jeugdjaren kwam Paliama uit voor VV AS '80. Sinds 2020 ging ze deel uitmaken van de jeugdopleiding van Ajax. Hier kwam ze uit voor het team van Jong Ajax Een doorbraak naar het eerste elftal bleef uit voor Paliama in Amsterdam.
Op 20 april 2023 maakte FC Utrecht bekend Paliama per direct te hebben overgenomen van Ajax. In de Domstad tekende Paliama een contract tot 30 juni 2024.
Op 27 januari 2024 maakte Paliama haar debuut voor FC Utrecht in de Vrouwen Eredivisie in een thuiswedstrijd tegen Telstar door in de basis te starten.
Paliama verlengde op 7 juni 2024 haar contract bij FC Utrecht met een jaar waardoor ze tot medio 2025 vastligt in de Domstad. Op 30 juni 2025 volgde een nieuwe contractverlenging tot 30 juni 2026.

## Statistieken
| Seizoen | Club       | Competitie | Competitie | Competitie | Beker | Beker | Overig | Overig | Totaal | Totaal |
| Seizoen | Club       | Competitie | Wed.       | Dlp.       | Wed.  | Dlp.  | Wed.   | Dlp.   | Wed.   | Dlp.   |
| ------- | ---------- | ---------- | ---------- | ---------- | ----- | ----- | ------ | ------ | ------ | ------ |
| 2023/24 | FC Utrecht | Eredivisie | 10         | 0          | 1     | 0     | 0      | 0      | 11     | 0      |
| 2024/25 | FC Utrecht | Eredivisie | 18         | 0          | 1     | 0     | 0      | 0      | 19     | 0      |
| Totaal  | Totaal     | Totaal     | 28         | 0          | 2     | 0     | 0      | 0      | 30     | 0      |

Bijgewerkt t/m 30 juni 2025.

## Interlandcarrière
Joni Paliama is jeugdinternational geweest van Nederland onder 16. Ze maakte hiervoor haar debuut op 6 februari 2020 in een wedstrijd tegen de leeftijdsgenoten van België. Sinds 2021 kwam Paliama uit voor Nederland onder 19. Ze kwam zeven wedstrijden uit voor dit jeugdelftal, waaronder in de kwalificatiereeks voor het EK 2022 waar Nederland zich niet voor wist te plaatsen.